# Aleksander Hnydiuk
Aleksander Hnydiuk (ur. 11 grudnia 1978 w Kędzierzynie-Koźlu) – polski szachista, mistrz międzynarodowy od 2009 roku.

## Kariera szachowa
Kilkukrotnie wystąpił w finałach mistrzostw kraju juniorów, dwukrotnie zdobywając srebrne medale, w latach 1996 (w Chorzowie, w kategorii do 18 lat) oraz 1997 (w Babimoście, do 20 lat). W 1996 r. reprezentował Polskę na rozegranych w Rimavskiej Sobocie mistrzostwach Europy do 18 lat, zajmując 18. miejsce. W 1997 r. po raz drugi uczestniczył w turnieju o ME juniorów, zajmując w Tallinnie 24. miejsce (w kategorii do 20 lat). W latach 1998 (w Księżu) i 2000 (w Płocku) dwukrotnie wystąpił w finałach indywidualnych mistrzostw Polski, w obu przypadkach zajmując 14. miejsca. W 1996 r. uzyskał najlepszy indywidualny wynik na IV szachownicy podczas rozgrywek II ligi seniorów w Nadolu.
W 2001 r. podczas otwartego turnieju memoriału Akiby Rubinsteina zdobył pierwszą normę na tytuł mistrza międzynarodowego. W 2005 r. podzielił II m. (za Dariuszem Szoenem, wspólnie z Andrijem Maksymenką) w otwartym turnieju w Turawie oraz osiągnął najlepszy indywidualny wynik na I szachownicy rozgrywek II ligi seniorów w Wysowej, w 2006 r. podzielił III m. (za Władimirem Małaniukiem i Atilą Figurą, wspólnie z Wadimem Szyszkinem) w memoriale Tadeusza Gniota w Policach, natomiast w 2007 r. podzielił II m. (za Piotrem Dobrowolskim, wspólnie z m.in. Olegiem Kalininem) w Pokrzywnej. W tym samym roku wypełnił dwie kolejne normy na tytuł mistrza międzynarodowego, podczas memoriału Emanuela Laskera w Barlinku oraz na ekstralidze w Ustroniu. Czwartą normę zdobył w 2008 r. na ekstralidze w Karpaczu. W 2011 r. zwyciężył w turnieju głównym memoriału Akiby Rubinsteina w Polanicy-Zdroju, wypełniając pierwszą normę na tytuł arcymistrza.
W IX Międzynarodowym Turnieju Szachowym na Górze Św. Anny wypełnił po raz drugi normę na arcymistrza.
Najwyższy ranking w dotychczasowej karierze osiągnął 1 września 2010 r., z wynikiem 2448 punktów zajmował wówczas 44. miejsce wśród polskich szachistów.